# Naaravaara
Naaravaara är en kulle i Finland.   Den ligger i den ekonomiska regionen  Tornedalens ekonomiska region  och landskapet Lappland, i den norra delen av landet, 700 km norr om huvudstaden Helsingfors. Toppen på Naaravaara är 172 meter över havet.
Terrängen runt Naaravaara är platt. Runt Naaravaara är det mycket glesbefolkat, med 2 invånare per kvadratkilometer.